# Brutalist (2024.)
Brutalist je epski dramski film iz 2024. koji je režirao i producirao Brady Corbet, te potpisuje scenarij s Monom Fastvold. U njemu glumi Adrien Brody kao židovski doseljenik, koji je iz Mađarske došao u SAD, a preživio je holokaust. Bori se ostvariti američki san sve dok mu bogati klijent ne promijeni život. Glumačku postavu čine i: Felicity Jones, Guy Pearce, Joe Alwyn, Raffey Cassidy, Stacy Martin, Emma Laird, Isaach de Bankolé i Alessandro Nivola.
Film je koprodukcija između Sjedinjenih Država, Ujedinjenog Kraljevstva i Mađarske. Premijerno je prikazan na 81. Međunarodnom filmskom festivalu u Veneciji 1. rujna 2024., gdje je Corbet nagrađen Srebrnim lavom za najbolju režiju. 
Film je zaradio 10 nominacija na 97. dodjeli Oscara (uključujući za najbolji film, najboljeg redatelja, najboljeg glumca za Adriena Brodyja, najbolju sporednu glumicu za Felicity Jones i najboljeg sporednog glumca za Guya Pearcea), a na 82. dodjeli Zlatnih globusa osvojio je tri nagrade, uključujući u kategoriji najbolji film - drama. Američki filmski institut proglasio ga je jednim od deset najboljih filmova 2024.[nedostaje izvor] Na kinoblagajnama film je zaradio 26 milijuna dolara u odnosu na proračun od 9,6 milijuna dolara.

## Radnja
Film prati 30 godina života Lászla Tota, mađarsko-židovskog arhitekta koji je preživio holokaust. Nakon završetka Drugog svjetskog rata sa suprugom Erzsébet odselio je u SAD kako bi ostvario „američki san”. Laszlo isprva trpi siromaštvo i poniženje, ali ubrzo sklapa ugovor s tajanstvenim i bogatim klijentom, Harrisonom Lee Van Burenom, koji će promijeniti tijek njegova života.

## Uloge
- Adrien Brody -  László Tóth
- Felicity Jones - Erzsébet Tóth
- Guy Pearce - Harrison Lee Van Buren
- Joe Alwyn - Harry Lee Van Buren, sin Harrisona
- Raffey Cassidy - Zsófia, nećakinja Lászla
- Stacy Martin - Maggie Van Buren, kćer Harrisona
- Emma Laird - Audrey